# Zapasy na Akademickich Mistrzostwach Świata 2002
Piąte Akademickie Mistrzostwa Świata w zapasach w rozgrywane były w Edmonton, między 21 a 25 czerwca 2002 roku w hali Universiade Pavilion. Zawody organizował Uniwersytet Alberty.

## Tabela medalowa

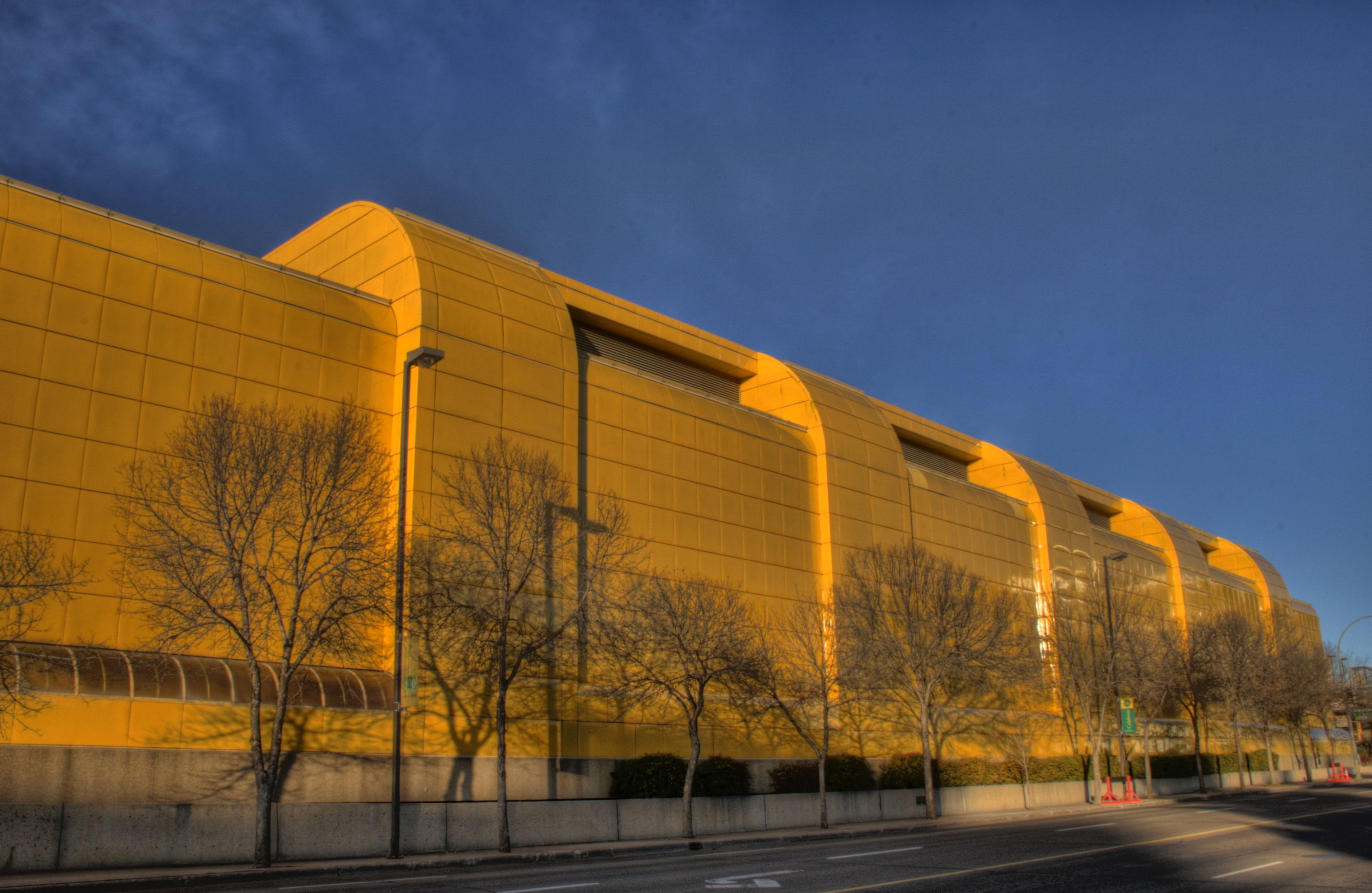
Pawilon Butterdome

Gospodarz zawodów został zaznaczony kolorem.
| Poz. | Państwo           |    |    |    | Łącznie |
| ---- | ----------------- | -- | -- | -- | ------- |
| 1    | Iran              | 6  | 4  | 1  | 11      |
| 2    | Japonia           | 5  | 0  | 3  | 8       |
| 3    | Turcja            | 4  | 1  | 2  | 6       |
| 4    | Chiny             | 2  | 6  | 4  | 10      |
| 5    | Kanada            | 1  | 2  | 3  | 6       |
| 6    | Korea Południowa  | 1  | 2  | 1  | 4       |
| 7    | Polska            | 1  | 0  | 0  | 1       |
| –    | Słowacja          | 1  | 0  | 0  | 1       |
| 9    | Stany Zjednoczone | 0  | 1  | 3  | 4       |
| 10   | Mołdawia          | 0  | 1  | 1  | 2       |
| 11   | Bułgaria          | 0  | 1  | 0  | 1       |
| –    | Jugosławia        | 0  | 1  | 0  | 1       |
| –    | Węgry             | 0  | 1  | 0  | 1       |
| –    | Izrael            | 0  | 1  | 0  | 1       |
| 15   | Finlandia         | 0  | 0  | 2  | 2       |
| 16   | Chińskie Tajpej   | 0  | 0  | 1  | 1       |
|      | Łącznie           | 21 | 21 | 21 | 63      |

## Rezultaty

### Mężczyźni

#### Styl klasyczny
| Konkurencja         | Złoto             | Srebro           | Brąz              |
| Kategoria do 55 kg  | Hasan Rangraz     | Park Eun-chul    | Wang Hui          |
| Kategoria do 60 kg  | Ali Aszkani       | Jung Kyung-ho    | Jarkko Ala-Huikku |
| Kategoria do 66 kg  | Bünyamin Emik     | Mahdi Nasiri     | Ikuo Usuda        |
| Kategoria do 74 kg  | Hosejn Maraszijan | Aleh Michałowicz | Wang Sileng       |
| Kategoria do 84 kg  | Nazmi Avluca      | Bojan Mijatov    | Tuomo Maentylae   |
| Kategoria do 96 kg  | Roman Meduna      | Lajos Virág      | Serkan Özden      |
| Kategoria do 120 kg | Ali Reza Gharibi  | Li Ren           | Guezel Fahri      |

#### Styl wolny
| Konkurencja         | Złoto              | Srebro            | Brąz               |
| Kategoria do 55 kg  | Tomohiro Matsunaga | Babak Nurzad      | Ghenadi Tulbea     |
| Kategoria do 60 kg  | Jung Young-ho      | Fu Fangming       | Chris Fleeger      |
| Kategoria do 66 kg  | Alireza Dabir      | Ruslan Bodișteanu | Masahiko Nagashima |
| Kategoria do 74 kg  | Fahrettin Özata    | Mahdi Bara’ati    | Xu Xuanchong       |
| Kategoria do 84 kg  | Fang Xiaosheng     | Sergei Kolesnikov | Madżid Chodaji     |
| Kategoria do 96 kg  | Hamid Sejfi        | Osman Oezgun      | Jon Trenge         |
| Kategoria do 120 kg | Fatih Çakıroğlu    | Abdol Reza Kargar | Andrew Bowlby      |

### Kobiety

#### Styl wolny
| Konkurencja        | Złoto                    | Srebro          | Brąz             |
| Kategoria do 48 kg | Mika Noguchi             | Zhong Xiu’e     | Belinda Chow     |
| Kategoria do 51 kg | Chiharu Ichō             | Gao Yanzhi      | Lyndsay Belisle  |
| Kategoria do 55 kg | Seiko Yamamoto           | Sun Dongmei     | Tonya Verbeek    |
| Kategoria do 59 kg | Saori Yoshida            | Su Huihua       | Emily Richardson |
| Kategoria do 63 kg | Małgorzata Bassa-Roguska | Viola Yanik     | Xu Haiyan        |
| Kategoria do 67 kg | Yang Yanli               | Shannon Samler  | Kim Han-na       |
| Kategoria do 72 kg | Pamela Wilson            | Samantha Branka | Ayako Murashima  |